# Nike
Nike, Inc. (МФА: ['naɪkɪ], «Найки») — американская транснациональная компания, специализирующаяся на спортивной одежде и обуви. Штаб-квартира — в городе Бивертон (штат Орегон).
Почти вся продукция Nike производится сторонними компаниями-подрядчиками вне территории США (в основном в Азии), сама компания является правообладателем торговых марок, разрабатывает дизайн продукции и владеет сетью магазинов (около 1150 по всему миру), а также торговых центров NikeTown. С 20 сентября 2013 года входит в Промышленный индекс Доу Джонса. Nike является самым дорогим спортивным брендом в мире (по мнению Forbes).
Компания, основанная 25 января 1964 года под названием Blue Ribbon Sports, официально стала Nike, Inc. в 1978 году. Nike продаёт свою продукцию под собственным брендом, а также под марками Nike Golf, Nike Pro, Nike +, Air Jordan, Nike Blazers, Air Force 1, Nike Dunk, Air Max, Foamposite, Nike Skateboarding, Nike CR7, Hurley International, Converse. Nike является спонсором многих спортсменов и спортивных команд по всему миру. Начиная с 1990-х годов компания регулярно подвергается критике за то, что её продукция производится на фабриках, где нарушается трудовое законодательство.

## Название
Название происходит от имени греческой богини победы Ники. Незнание данного факта привело к широкому распространению в неанглоязычной (и, в частности, в русскоязычной) среде транскрипции [Найк], которая даже была использована в названии официального представителя компании в России. Прочтение [naɪk] распространено и в англоязычной среде, но является неправильным, что неоднократно подтверждали представители компании.

## История
Компания была основана в 1964 году студентом Филом Найтом, бегуном на средние дистанции в команде Орегонского университета, и его тренером Биллом Бауэрманом. Сначала она была названа Blue Ribbon Sports, её первой операцией стал заказ 300 пар кроссовок у японской фирмы Onitsuka Tiger (в настоящее время Asics) для перепродажи в США. В 1966 был открыт первый магазин компании, до этого кроссовки продавались с машин. Вскоре компания стала не просто перепродавать японские кроссовки, но и заказывать обувь собственного дизайна, первой успешной моделью стали кроссовки Cortez, разработанные Бауэрманом в 1968 году. В 1971 году компания получила дополнительное финансирование от японского торгового дома Nissho Iwai Corporation (с 2004 года Sojitz) и смогла существенно расширить свои операции, в этом же году началось использование торговой марки Nike и фирменного росчерка (Swoosh). В 1972 году были разработаны кроссовки Nike Moon с вафлеобразным рисунком подошвы, полученным с помощью обычной вафельницы, в этом же году компания вышла на рынок Канады, а в 1974 году на рынок Австралии. Начиная с Олимпиады 1972 года, компания начала сотрудничать с известными и перспективными спортсменами для продвижения своей продукции.
В 1974 году была открыта первая фабрика Blue Ribbon Sports в США (в штате Нью-Гэмпшир), в этом году продажи составили $5 млн, в 1976 достигли $14 млн и удвоились в следующем году до $28 млн, были открыты новые фабрики в штате Мэн, на Тайване и в Корее. В 1977 году начались продажи в Азии, а в следующем году также в Европе и Южной Америке.
В 1978 году название компании было изменено на Nike, Inc. Инновации в дизайне и агрессивный маркетинг позволили Nike в конце 1970-х годов обойти на американском рынке немецкую компанию Adidas по производству обуви, в 1979 году на Nike приходилось половина продаж на этом рынке; также в этом году компания начала производство спортивной одежды. В 1980 году компания провела первичное размещение акций, вырученные средства были направлены на увеличение присутствия на европейском рынке, строительство новой штаб-квартиры в Орегоне и фабрики с научно-исследовательской лабораторией в Нью-Гэмпшире. К этому времени 80 % производства товаров Nike приходилось на Тайвань и Корею, в 1981 году были открыты первые фабрики в КНР, а также фабрика в Ирландии. В 1983 году компания впервые показала падение выручки: внутренний рынок начал достигать насыщения, если выход на рынок Японии был очень успешным, то европейские отделения приносили убытки. В 1984 году продажи на внутреннем рынке продолжали падать, все три фабрики в США были закрыты. В 1984 году был подписан контракт с Майклом Джорданом и основана линия баскетбольной обуви Air Jordan. Это, в сочетании с активной рекламной кампанией (Just Do It и Bo Knows) и сокращением персонала, позволило возобновить рост продаж, в 1986 году выручка впервые достигла миллиарда долларов, а в 1990 году — двух миллиардов; также в 1990 году был открыт первый торговый центр NikeTown, в котором продавался полный ассортимент продукции Nike. В 1991 году выручка достигла $3 млрд, в частности за счёт роста продаж на европейском рынке, где Nike вышла на второе место после Adidas. На середину 1990-х годов Nike уверенно занимала первое место на рынке спортивной обуви в США с долей 30 % (у основного конкурента Reebok было 20 %), оборот составлял $5 млрд, из них 40 % давали продажи за рубежом. В 1997 году продажи превысили $9 млрд, а чистая прибыль составила $800 млн, но в последние годы XX века оборот упал, что было связано с азиатским финансовым кризисом и бойкотом продукции Nike в США и ряде других стран в связи с обвинениями касательно условий труда на фабриках в Азии, производивших обувь и одежду для компании.
Начиная с конца 1980-х годов компания расширялась за счёт поглощений, наиболее значимыми из них были Cole Haan (обувная компания, куплена в 1988 году, продана в 2012 году), Converse, Inc. (2003 год), Canstar Sports, Inc. (крупнейший в мире производитель коньков и хоккейного инвентаря, куплена в 1994 году, переименована в Bauer, продана в 2008 году). 3 марта 2008 года компания завершила приобретение 100 % акций Umbro PLC, производителя спортивной одежды и обуви, за 290,5 млн фунтов стерлингов, через четыре года компания была продана в два раза дешевле Iconix Brand Group.
В 2022 году Nike представили CryptoKicks — кроссовки для метавселенной на Ethereum.

## Руководство
Фил Найт возглавлял компанию с самого основания до 2004 года, когда передал пост главного исполнительного директора (CEO) Уильяму Пересу (до этого возглавлявшего S.C. Johnson & Son), на посту председателя совета директоров Найт оставался до 2016 года.
- Марк Паркер (Mark G. Parker, род. 21 октября 1955 года) — председатель совета директоров с 2016 года, президент и CEO с 2006 по 2020 года, в компании с 1979 года; также председатель совета директоров The Walt Disney Company[1].
- Джон Донахо (John J. Donahoe II, род. 30 апреля 1960 года) — президент и генеральный директор с января 2020 года. Начало карьеры проходило в консультационной фирме Bain & Company (с 1999 по 2005 год — CEO и президент), затем возглавлял eBay (2005—2015) и ServiceNow (2017—2019)[1]. В 2024 году покинул пост генерального директора Nike[17].
- Эллиот Хилл – генеральный директор с сентября 2024 года[17].

## Деятельность
Nike — один из мировых лидеров по продаже спортивных товаров в мире. Продукция выпускается под марками Nike, Air Jordan, Total 90, Nike Golf, Team Starter, Nike Air, Nike LeBron, Space Hippie и др. Также Nike контролирует компании, выпускающие товары под брендами Converse и Hurley International.
Производство обуви осуществляется на 120 фабриках в 12 странах, в том числе 44 % обуви изготавливается во Вьетнаме, 30 % — в Индонезии и 20 % — в КНР. Пошивом спортивной одежды для компании занимаются 279 фабрик в 33 странах, 26 % продукции приходится на Вьетнам, 20 % — на КНР и 16 % — на Камбоджу. С 1972 года финансирование оптовых закупок Nike осуществляет при участии японской торговой компании Sojitz Corporation of America, она же является единственным держателем привилегированных акций Nike (на 300 тысяч долларов).
Основным рынком сбыта являются США, на них приходится около 40 % продаж. Компании принадлежит сеть из 344 магазинов в США и 702 магазинов в других странах (на май 2022 года), на продажи через эту сеть приходится 42 % выручки, остальное реализуется оптом другим торговым сетям. В 2021/22 финансовом году продажа товаров под торговой маркой Nike принесла $44,4 млрд, в том числе обуви — $29,1 млрд, одежды — $13,6 млрд, спортивного инвентаря — $1,6 млрд, на торговую марку Converse приходится $2,3 млрд выручки. Расходы на продвижение бренда (рекламу и спонсорские контракты) составляют около $3,5 млрд в год.
Подразделения компании сформированы по географическому принципу:
- Северная Америка — 41 % продаж;
- Европа, Ближний Восток и Африка — 28 %;
- Китай — 17 %;
- Азиатско-Тихоокеанский регион и Латинская Америка — 14 %.

В списке крупнейших публичных компаний мира Forbes Global 2000 за 2022 год компания заняла 212-е место, а также 13-е место в списке самых дорогих брендов. В списке крупнейших компаний США по размеру выручки Fortune 500 заняла 83-е место.
|                        | 2000…  | 2005…  | 2010  | 2011  | 2012  | 2013  | 2014  | 2015  | 2016  | 2017  | 2018  | 2019  | 2020  | 2021  | 2022  |
| ---------------------- | ------ | ------ | ----- | ----- | ----- | ----- | ----- | ----- | ----- | ----- | ----- | ----- | ----- | ----- | ----- |
| Оборот                 | 8,995… | 13,74… | 18,32 | 20,12 | 23,33 | 25,31 | 27,80 | 30,60 | 32,38 | 34,35 | 36,40 | 39,12 | 37,40 | 44,54 | 46,71 |
| Чистая прибыль         | 0,579… | 1,212… | 1,900 | 2,124 | 2,211 | 2,472 | 2,693 | 3,273 | 3,760 | 4,240 | 1,933 | 4,029 | 2,539 | 5,727 | 6,046 |
| Активы                 | 5,857… | 8,794… | 13,85 | 14,40 | 14,80 | 17,55 | 18,59 | 21,59 | 21,38 | 23,26 | 22,54 | 23,72 | 31,34 | 37,74 | 40,32 |
| Собственный капитал    | 3,136… | 5,644… | 9,713 | 9,793 | 10,32 | 11,08 | 10,82 | 12,71 | 12,26 | 12,41 | 9,812 | 9,040 | 8,055 | 12,77 | 15,28 |
| Рыночная капитализация | 11,56… | 21,46… | 35,03 | 39,52 | 49,55 | 55,12 | 66,92 | 87,04 | 92,87 | 87,08 | 115,0 | 121,0 | 137,5 | 212,0 | 203,0 |

Примечание. Данные на 31 мая, когда компания заканчивает финансовый год.

## Критика
Nike была подвергнута критике за заключение контрактов с швейными фабриками в таких странах, как Китай, Вьетнам, Индонезия и Мексика. Группа активистов Vietnam Labor Watch зафиксировала, что фабрики, с которыми сотрудничала Nike, нарушали законы Вьетнама о минимальной заработной плате и оплате сверхурочных ещё в конце 1996 года, хотя компания Nike утверждает, что отказалась от подобной практики. По данным доклада, заработная плата составляла 20 центов в час при работе 70—80 часов в неделю. На 2016 год зарплата выросла до 60—90 центов в час (хотя с учётом инфляции значительно меньше), введена 48-часовая рабочая неделя (хотя неоплачиваемые сверхурочные остаются обычной практикой) и запрещён детский труд (младше 16 лет). Во Вьетнаме на фабриках, производящих товары для Nike, работает около 400 тысяч человек, 80 % из них женщины. Критику против компании поддерживает книга канадской журналистки Наоми Кляйн «No Logo. Люди против брендов» и несколько документальных фильмов Майкла Мура.
В 2021 году фанаты объявили бойкот компании за выпуск «сатанинских» кроссовок с пентаграммой, хотя на самом деле выяснилось, что кроссовки и фирменный свуш были использованы коллективом MSCHF без согласия бренда, за что Nike подала в суд.
Также компания подвергалась критике за уклонение от уплаты налогов с помощью офшорных компаний. Одним из способов уклонения является то, что правообладатель логотипа Swoosh — дочерняя компания, зарегистрированная на Бермудских островах (где нет налога на роялти).

## Swoosh (эмблема Nike)
Всемирно известный «росчерк» Nike был разработан студенткой-дизайнером Университета штата Орегон в Портленде Кэролин Дэвидсон в 1971 году, за что она получила гонорар в $35. Эта эмблема крайне быстро стала широко узнаваемой, а Nike стал одним из самых известных в мире брендов. В знак признательности в 1983 году председатель совета директоров Nike Фил Найт вручил Дэвидсон золотое кольцо с логотипом компании, украшенное бриллиантами, и акции компании (сумма не разглашается).

## Рекламная и спонсорская деятельность

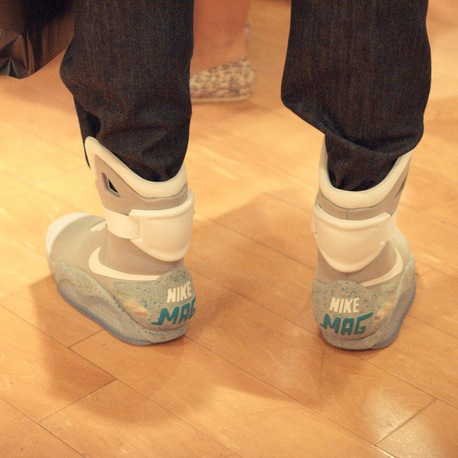
Кроссовки Nike Mag из трилогии «Назад в будущее»

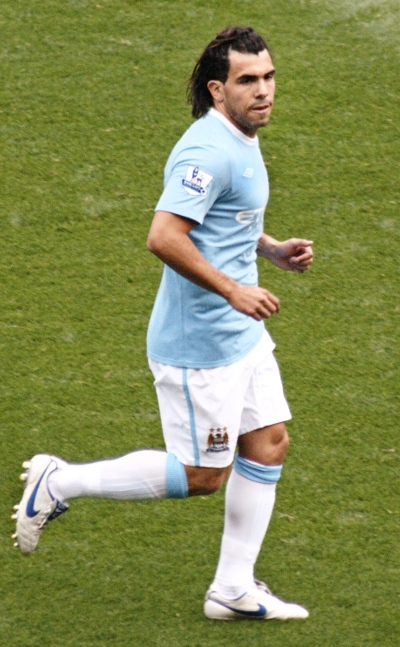
Карлос Тевес в бутсах Nike

Маркетинговая стратегия Nike основывается на сотрудничестве с успешными и знаменитыми спортсменами, спортивными командами и учебными заведениями.
Во время летних Олимпийских Игр 1996-го Nike выкупил все доступные рекламные поверхности на зданиях и билбордах Атланты, которые было видно в прямых эфирах с соревнований. Фанатам раздавали флажки со «свушем», а рядом с олимпийской деревней бренд открыл магазин Nike Centre, ставший для зрителей точкой притяжения, своеобразным аттракционом.
В 1982 году Nike выпустила свои первые рекламные ролики на национальном телевидении. За их создание отвечало недавно созданное рекламное агентство Wieden + Kennedy (W + K), а медиаплан подразумевал размещение во время трансляции Нью-Йоркского марафона.
Если говорить о профессиональном признании в области рекламы, то тут давно мерилом является наличие золотого Каннского Льва в портфолио. Nike стала первой в истории компанией, которая дважды удостаивалась награды Каннского фестиваля рекламы в номинации «Рекламодатель года» — это произошло в 1994 и 2003 годах. Nike также дважды получила награду Эмми за лучший рекламный ролик, в 2000 и 2002 годах.
Nike стала одной из первых компаний, которые активно начали использовать интернет-маркетинг. В 2000-х годах она активно использовала технологии рассылки по электронной почте и использовала TTL-кампани.
В июне 2015 года Nike подписала 8-летнее соглашение с NBA, став официальным поставщиком спортивной экипировки для лиги начиная с сезона 2017/18. Это право компания получила, сделав NBA более щедрое предложение, нежели Adidas, которая поставляла форму с 2006 года. В отличие от предыдущих спонсорских сделок с NBA, логотип технического партнёра появляется на майках NBA. Единственным исключением являлась команда «Шарлотт Хорнетс», принадлежащая давнему амбассадору и партнёру Nike Майклу Джордану, который вместо этого использует собственный логотип Jumpman.
Nike также спонсировала многих других успешных легкоатлетов, таких как Себастьян Коу, Карл Льюис, Джеки Джойнер-Керси, Майкл Джонсон и Аллисон Феликс. Подписание контракта с баскетболистом Майклом Джорданом в 1984 году с его последующим продвижением Nike в течение всей его карьеры, оказалось одной из самых коммерчески эффективных рекламных кампаний в истории спортивной индустрии. После коммерческого успеха партнёрства с Джорданом, в результате которого был создан бренд Air Jordan, Nike продолжил сотрудничество с сильнейшими баскетболистами планеты, в том числе Коби Брайант, Джейсон Кидд, Винс Картер, Леброн Джеймс, Кевин Дюрант и Пол Джордж. Nike и её бренд Jordan спонсируют 85 мужских и женских баскетбольных команд в турнире NCAA.
В начале 1990-х Nike сделала ставку на футбольный рынок, заключив партнёрские соглашения с такими игроками, как Ромарио, Эрик Кантона или Эдгар Давидс. Они продолжили развивать это направление в 2000-х годах, подписывая лучших игроков, в том числе: Роналдо, Роналдиньо, Франческо Тотти, Тьерри Анри, Дидье Дрогба, Андрес Иньеста, Уэйн Руни, Криштиану Роналду, Златан Ибрагимович, Гарри Кейн, Эден Азар и Килиан Мбаппе.
После Джордана, вторым послом бренда для компании стал бразильский футболист Роналдиньо. Он впервые появился в рекламе Nike 2005 года, которая стала популярной на YouTube, став первым видео на сайте, получившим миллион просмотров.

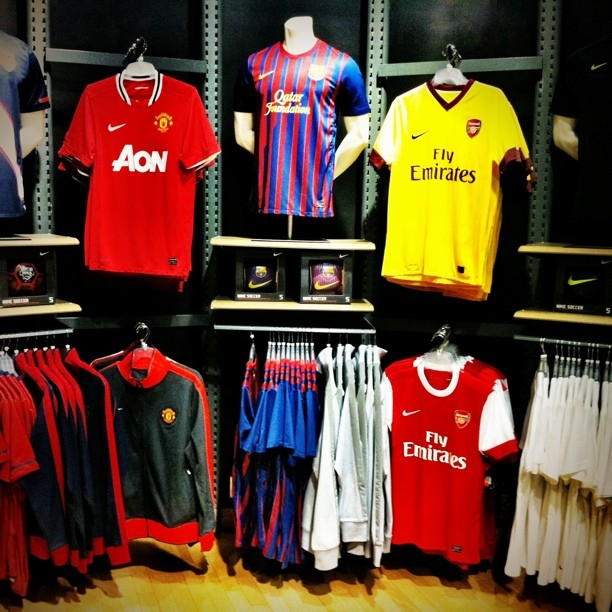
Экипировка Nike у футбольных клубов (здесь в данном случае Манчестер Юнайтед, Барселона и Арсенал)

В 2012 году Nike заключила коммерческое соглашение с Азиатской футбольной конфедерацией. В августе 2014 года Nike объявила, что не будет возобновлять контракт на поставку экипировки для «Манчестер Юнайтед» после сезона 2014/15 года, ссылаясь на изменившиеся условия сотрудничества. Тем не менее у Nike осталось много ведущих команд, которые играют в их форме, в том числе: «Барселона», «Пари Сен-Жермен», а также национальные сборные Бразилии, Франции, Англии, Португалии и Нидерландов. Также Nike выступает в роли спонсора чемпионата Англии (Премьер-лиги), Копа Америка.
Nike также был спонсором многих теннисистов с самым высоким рейтингом в рейтинге ATP и WTA. Первым профессиональным спортсменом, который заключил спонсорский контракт с Nike был румынский теннисист Илие Нэстасе. Коммерческий успех бренда в этом виде спорте был связан с партнёрскими соглашениями, подписанными с Джоном Макинроем в 1980-х, Андре Агасси и Питом Сампрасом в 1990-х и Роджером Федерером, Рафаэлем Надалем, Сереной Уильямс и Марией Шараповой в начале XXI века.
Nike спонсировала Тайгера Вудса на протяжении большей части его карьеры, несмотря на постоянные скандалы, окружавшие гольфиста. В январе 2013 года Nike подписала контракт на 10 лет с Рори Макилроем, имевшим на тот момент статус гольфиста № 1 в мире, стоимость контракта составила 250 млн долларов.
В новостном сообщении CNN сообщалось, что Nike потратила 11,5 млрд долларов, почти треть своих продаж, на маркетинговые и рекламные контракты в 2018 году.

## Nike в России
С 1993 года эксклюзивным дистрибьютором Nike на российском рынке была компания «Делта-Спорт», но в 2003 году Nike решила учредить свою дочернюю компанию ООО «Найк» для самостоятельного продвижения бренда на рынке, которая является официальным дистрибьютором и уполномоченным импортёром компании.
С 1997 по 2008 годы Nike была поставщиком формы футбольной сборной России.
После начала полномасштабного вторжения в Украину, уже в начале марта 2022 года, Nike сперва приостановила онлайн-продажи на российском рынке, после чего временно закрыла свои магазины и прекратила поставки товаров. Уже после принятия решения УЕФА о запрете участия российских футбольных команд в её турнирах, 12 мая 2022 года, Nike приняла решение расторгнуть контракт с футбольным клубом Спартак. 23 июня Bloomberg и другие источники сообщили, что Nike приняла решение полностью покинуть российский рынок.

## Благотворительность
В 2009 году при участии Дидье Дрогба и других профессиональных футболистов Nike запустила благотворительную акцию, направленную на борьбу со СПИДом в Африке.

## Дочерние компании
Основные дочерние компании на 2019 год:
- США:
  - Гавайи: Triax Insurance, Inc.
  - Делавэр: Accelerator Studio LLC; Converse Inc.; York64 LLC; NIKE Terra LLC; NIKE Tempo LLC; NIKE Spiridon, Inc.; NIKE South Africa Holdings LLC; NIKE Roshe, Inc.; NIKE Mexico Holdings, LLC; NIKE Mercurial Corp.; NIKE Magista, Inc.; NIKE Alpha Force LLC; NIKE Amplify LLC; NIKE Holding, LLC; NIKE International Holding, Inc.; NIKE International LLC
  - Миссури: NIKE IHM, Inc.
  - Орегон: NIKE USA, Inc.; NIKE TN, Inc.; NIKE Retail Services, Inc.; Hurley International LLC
  - Техас: NIKE Vision, Timing and Techlab, LP
- Австралия: NIKE Australia Pty. Ltd.; Hurley Australia Pty. Ltd.
- Австрия: Converse Retail GmbH; NIKE Gesellschaft m.b.H.
- Аргентина: NIKE Argentina S.R.L.
- Бермуды: NIKE Finance Ltd.; NIKE International Ltd.
- Бразилия: NIKE Licenciamentos Ltda.; LATAM Comercio de Productos Esportivos Ltda.; NIKE do Brasil Comercio e Participacoes Ltda.
- Великобритания: Converse Europe Limited; North West Merchandising Limited; NIKE Vapor Ltd.; NIKE (UK) Limited; NIKE Mercurial I Limited; Converse Retail (UK) Limited; NIKE Chelsea Merchandising Limited
- Венгрия: NIKE Hungary LLC
- Вьетнам: Air Manufacturing Innovation Vietnam LLC; NIKE Vietnam LLC
- Германия: Converse Deutschland GmbH; NIKE Deutschland GmbH
- Гонконг: Converse (Asia Pacific) Limited; Twin Dragons Global Limited; NIKE Mercurial Hong Kong Limited; Converse Hong Kong Holding Company Limited; Converse Hong Kong Limited; NIKE China Holding HK Limited; NIKE Hong Kong Limited
- Греция: NIKE Retail Hellas Ltd.; NIKE Hellas EPE
- Дания: NIKE Denmark ApS
- Израиль: NIKE Israel Ltd.; NIKE Shox Ltd.; NIKE Retail Israel Ltd.
- Индия: NIKE Sourcing India Private Limited; NIKE India Private Limited
- Индонезия: PT NIKE Indonesia; PT Hurley Indonesia
- Иордания: NIKE 360 Jordan with Limited Liability
- Испания: American Converse S.L.U.; American NIKE S.L.U.; Hurley 999, S.L.U.; NIKE Barcelona Merchandising S.L.U;
- Италия: A.S. Roma Merchandising S.R.L.; F.C. Internazionale Merchandising s.r.l.; NIKE Italy S.R.L.; Converse Retail Italy S.r.l.
- Канада: Converse Canada Corp.; NIKE Air Force LP; NIKE Canada Corp.
- Китай: NIKE Sports (China) Company, Ltd.; NIKE Sourcing (Guangzhou) Co., Ltd.; Converse Footwear Technical Service (Zhongshan) Co., Ltd.; Converse Sporting Goods (China) Co., Ltd.; NIKE Commercial (China) Co., Ltd.
- Китайская Республика: BRS NIKE Taiwan Inc.; NIKE Taiwan Limited
- Малайзия: NIKE SALES (MALAYSIA) SDN. BHD.
- Мексика: NIKE de Mexico, S. de R.L. de C.V.
- Нидерланды: All Star C.V.; Twin Dragons Holding B.V.; NIKE Vomero Cooperatief U.A.; NIKE Victory Cooperatief U.A.; NIKE UK Holding B.V.; NIKE Trading Company B.V.; NIKE Swift B.V.; NIKE Retail B.V.; NIKE Offshore Holding B.V.; NIKE NZ Holding B.V.; NIKE Laser Holding B.V.; Converse Canada Holding B.V.; Converse Netherlands B.V.; Converse Retail B.V.; Converse Trading Company B.V.; Hurley Phantom C.V.; NIKE 360 Holding B.V.; NIKE Air Ace B.V.; NIKE Asia Holding B.V.; NIKE Canada Holding B.V.; NIKE Chile B.V.; NIKE Codrus Coöperatief U.A.; NIKE Europe Holding B.V.; NIKE European Operations Netherlands B.V.; NIKE Flight B.V.; NIKE Fuel B.V.; NIKE Galaxy Holding B.V.; NIKE Global Holding B.V.; NIKE Global Trading B.V.; NIKE Group Holding B.V.; NIKE India Holding B.V.; NIKE Innovate C.V.; NIKE International Holding B.V.
- Новая Зеландия: NIKE New Zealand Company
- Норвегия: NIKE Norway AS
- Панама: NIKE Panama S. de R.L.
- Польша: NIKE Retail Poland Sp. z o.o.; NIKE Poland Sp. z o.o.
- Республика Корея: NIKE Korea LLC; Converse Korea LLC;
- Россия: NIKE Russia LLC; NIKE Retail LLC
- Сингапур: NIKE SINGAPORE PTE. LTD.; NIKE GLOBAL SERVICES PTE. LTD.; NIKE GLOBAL TRADING PTE. LTD.
- Словакия: NIKE Slovakia s.r.o.
- Словения: NIKE Wholesale LLC
- Таиланд: NIKE (Thailand) Limited
- Турция: NIKE Retail Turkey
- Филиппины: NIKE Philippines, Inc.
- Финляндия: NIKE Finland OY
- Франция: Converse France S.A.S.; French Football Merchandising S.A.S.; NIKE France S.A.S.
- Хорватия: NIKE CR d.o.o
- Чехия: NIKE Czech s.r.o.
- Чили: NIKE de Chile Ltda.
- Швейцария: NIKE (Switzerland) GmbH
- Швеция: NIKE Sweden AB
- ЮАР: NIKE South Africa (Proprietary) Limited
- Япония: NIKE Japan Corp.; Yugen Kaisha Hurley Japan; NIKE Logistics Yugen Kaisha; NIKE Japan Group LLC

## Акционеры
На конец марта 2022 года Nike выпустила 1,23 млрд акций, их общая стоимость (рыночная капитализация) на апрель 2023 года составляла $187 млрд. Из общего числа акций 81,1 % принадлежат институциональным инвесторам, по состоянию на конец 2022 года крупнейшими из них были:
| Название акционера                  | Количество акций, млн | Процент | Стоимость пакета |
| ----------------------------------- | --------------------- | ------- | ---------------- |
| The Vanguard Group, Inc.            | 109,7                 | 8,90    | $13,53 млрд      |
| BlackRock, Inc.                     | 85,5                  | 6,94    | $10,54 млрд      |
| State Street Corporation            | 55,1                  | 4,47    | $6,79 млрд       |
| Wellington Management Company LLP   | 32,6                  | 2,65    | $4,02 млрд       |
| Morgan Stanley                      | 30,7                  | 2,49    | $3,79 млрд       |
| Geode Capital Management            | 22,4                  | 1,81    | $2,76 млрд       |
| Bank of New York Mellon Corporation | 21,7                  | 1,76    | $2,67 млрд       |
| JPMorgan Chase                      | 21,1                  | 1,71    | $2,60 млрд       |
| AllianceBernstein L.P.              | 18,0                  | 1,46    | $2,23 млрд       |
| Capital International Investors     | 17,7                  | 1,43    | $2,18 млрд       |